# Moshe Kochavi
Moshe Kochavi (1928-2008) est un archéologue israélien.
Moshe Kochavi est né à Bucarest dans une famille sioniste. Son père, le docteur Samuel Stern-Kochavi, était un militant sioniste. Sa mère, Agatha, était une militante pour les droits des femmes. Sa famille émigre en Palestine mandataire en 1933. En 1947, il s’engage dans le Palmah et combat lors de la Guerre d'indépendance d'Israël au sein de la brigade Yiftah. Il est légèrement blessé lors de la prise de Safed, puis plus gravement pendant l’opération Yoav. Après la guerre, il s'installe dans le kibboutz Yiron.
En 1967, il termine son doctorat en archéologie à l’université hébraïque de Jérusalem sur la période du Bronze moyen. Après la Guerre des Six Jours, il dirige les prospections archéologiques en Judée. À partir de 1968, il travaille à la section d’archéologie de l’université de Tel Aviv avec Yohanan Aharoni, où il fait de la recherche et enseigne jusqu’en 1998. De 1972 à 1985, il dirige les fouilles de Tel Afek. En 1985, il fouille Tel Rumeida avec Avi Ofer.
Moshe Kochavi a enseigné à l’université Harvard, de Tōkyō et d’Oxford. Il a été président du conseil pour l’archéologie du ministère israélien de l’Éducation et membre du comité gouvernemental pour les noms.
Parmi les principales fouilles archéologiques qu’il a dirigées, on compte :
- Yehuram (dans le nord du Néguev)
- Tel Esdar
- Tel Zeror (en) (dans la plaine côtière à l’est de Hadera)
- Tel Afek
- les prospections dans les monts de Judée
- Geshur (en) (dans le sud du plateau du Golan)
- Tel Rumeida (l’Hébron biblique)